# Manuel Sanchís (1965)
Manuel Sanchís Hontiyuelo, též Manuel Sanchís mladší (* 23. května 1965, Madrid) je bývalý španělský fotbalista.
Celou kariéru hrál za Real Madrid. Hrál na ME 1988 a MS 1990.

## Hráčská kariéra
Manuel Sanchís ml. je odchovancem Realu Madrid a hrál v něm na postu obránce celou kariéru. Vyhrál s ním 2× Pohár UEFA a 2× Ligu mistrů.
S reprezentací do 21 let vyhrál ME 1986. V seniorské reprezentaci nastoupil ve 48 utkáních a dal 1 gól. Hrál na ME 1988 a MS 1990.

## Úspěchy

### Klub
Real Madrid
- Španělská liga: 1985–86, 1986–87, 1987–88, 1988–89, 1989–90, 1994–95, 1996–97, 2000–01
- Španělský pohár: 1988–89, 1992–93
- Španělský ligový pohár: 1985
- Španělský superpohár: 1988, 1989, 1990, 1993, 1997
- Liga mistrů: 1997–98, 1999–2000
- Pohár UEFA: 1984–85, 1985–86
- Interkontinentální pohár: 1998

Real Madrid B
- 2. španělská liga: 1983–84

### Reprezentace
- Mistrovství Evropy do 21 let: ME 1986

## Osobní život
Manuel Sanchís Hontiyuelo je synem Manuela Sanchíse Martíneze, který byl rovněž obráncem v Realu Madrid a španělské reprezentaci.